# 대니얼라 알론소
대니엘라 알론소(Daniella Alonso, 영어 발음: /dænˈjɛlə/, 1978년 9월 22일 ~ )는 미국의 배우이다.

## 출연 작품
- 데드 캠프 2 - 앰버 역